# Zhao Xichen
Zhao Xichen (chinesisch 趙希辰, Pinyin Zhao Xichen; * 31. Januar 2003) ist eine chinesische Tennisspielerin.

## Karriere
Jiang spielt hauptsächlich Turniere auf der ITF Women’s World Tennis Tour, wo sie bislang aber noch keinen Titel gewinnen konnte.
2023 erhielt sie im Oktober eine Wildcard für die Qualifikation zu den Zhengzhou Open, ihrem ersten Turnier der WTA Tour, wo sie in der ersten Runde mit 0:6 und 1:6 gegen Nao Hibino verlor.